# Erik Källström (roddare)
Erik Källström, född 14 februari 2005, är en svensk roddare. Han tävlar för Mölndals Roddklubb.

## Karriär
Vid U23-VM 2024 i St. Catharines tog Källström silver i singelsculler.